# 山崎元一
山崎 元一（やまざき　げんいち、1935年（昭和10年）7月15日 - 2015年（平成27年）1月23日）は、日本の歴史学者、國學院大學名誉教授。専攻は古代インド史。

## 研究内容・業績
古代インド研究のほか、近現代のカースト制度やアンベードカルに関する研究も行った。

## 経歴
1935年、長野県諏訪郡上諏訪町（現・諏訪市）生まれ。長野県諏訪清陵高等学校を経て、1959年東京大学文学部を卒業。東洋文庫付属ユネスコ東アジア文化センター研究員をへて、國學院大學助教授、教授となる。2006年に定年退職し、名誉教授となる。東洋文庫専任研究員。
1991年「古代インド社会の研究―社会の構造と庶民・下層民」を提出して東京大学で文学博士号を取得。

## 著書
- 『インド社会と新仏教―アンベードカルの人と思想』（刀水書房、1979年、新版1996年）
- 『アショーカ王伝説の研究』（春秋社、1979年）
- 『アショーカ王とその時代 インド古代史の展開とアショーカ王』（春秋社、1982年）
- 『古代インド社会の研究―社会の構造と庶民・下層民』（刀水書房、1987年）
- 『古代インドの王権と宗教―王とバラモン』（刀水書房、1994年）
- 『世界の歴史3　古代インドの文明と社会』（中央公論社、1997年、中公文庫、2009年）

## 共編著
- 『歴史・思想・構造　叢書カースト制度と被差別民　第1巻』佐藤正哲共編（明石書店、1994年）
- 『南アジア史 1　先史・古代　世界歴史大系』小西正捷共編（山川出版社、2007年）

## 訳書
- ロミラ＝ターパル『インド史』全2巻、辛島昇・小西正捷共訳（みすず書房、1970-1972年）
- ラム・シャラン・シャルマ『古代インドの歴史』山崎利男共訳（山川出版社、1985年）
- ロミラ＝ターパル『国家の起源と伝承　古代インド社会史論』成沢光共訳（叢書・ウニベルシタス 法政大学出版局、1986年）
- ビームラーオ・アンベードカル『カーストの絶滅』吉村玲子共訳（インド－解放の思想と文学5、明石書店、1994年）
- P．ラル・グプタ『インド貨幣史 古代から現代まで』 鬼生田顕英・古井龍介・吉田幹子共訳（人間科学叢書・刀水書房、2001年）